# Урбан VIII
Урбан VIII (лат. Urbanus PP. VIII; 5 квітня 1568, Флоренція, Флорентійське герцогство — 29 липня 1644, Рим, Папська держава) — папа римський (з 1623 року). Покровитель мистецтв і наук. Походив з аристократичної родини Барберіні.
З політичних міркувань віддав до суду інквізиції Галілео Галілея та Томаззо Кампанеллу.

## Біографія

### Походження
Маффео Барберіні народився 5 квітня 1568 року в Флоренції в аристократичній сім'ї. Отримав юридичну освіту в Римі у єзуїтів. 1589 року захистив дисертацію з права в Пізі.

### Клерикальна кар'єра
З 1601 року виконував функції апостольського нунція в Парижі при дворі Анрі IV. У 1606 році Папа Климент VIII призначає його єпископом у Назарет, а Павло V призначає його кардиналом. З 1611 року — папський легат у Болоньї. З часу призначення кардиналом підтримує дружні стосунки з Галілео Галілеєм.

### Урбан VIII і кардинал Рішельє
Іспанія наприкінці XVI століття збідніла і заслабла як політична держава. Папи римські, що пильно відслідковували ці процеси, переставали враховувати знекровлену монархію в Іспанії як свого головного політичного партнера.
Прихильність папи отримала Франція. Король Франції видав Нантський едикт, що дало змогу зрівняти в правах протестантів і католиків і на десятиліття припинити релігійні війни в королівстві. Зросла і фінансова могутність Франції. Тепер папський двір обрав «старшою сестрою» католицизму Францію замість Іспанії. Хоча симпатії папи були на боці Франції, він відкрито протидіяв альянсу (союзу) Франції з Швецією у 1631 році. Політичний альянс зі Швецією був небезпечним для папи через надзвичайну військову могутність тогочасної Швеції. Однак він не застосовує ніяких санкцій проти кардинала Рішельє. Він також прислухався до порад папського дипломата і шпигуна в Парижі Оттавіо Корсіні, що радив не протидіяти могутньому Рішельє (фактичному володарю Франції при слабкому королі), а йти тому на поступки.

### Урбан VIII і Тридцятилітня війна
Понтифікат Урбана VIII припав на період Тридцятирічної війни, яка знову знекровила європейський континент, особливо німецькі князівства і Богемію (тогочасна назва Чехії). Вплив папської дипломатії на хід подій був мінімальним. Мало хто тоді серйозно рахувався зі світською владою римського єпископа. Його моральний авторитет теж був предметом загальної критики. Але папський нейтралітет дозволив не переносити військові дії на терени Італії. І для численних італійських князівств це були роки відносного мирного існування.

### Понтифікат
Після вступу на трон св. Петра став настільки активно протегувати своїм родичам, що буквально приголомшив всіх. Сім'я Барберіні була засипана кардинальськими титулами і найприбутковішими посадами в папській державі. Здавалося, що повернулися часи понтифіків епохи Відродження. У 1625 році знову оголошений Ювілейний рік покликаний був свідчити про папську могутність. Під час процесій, що рухалися від собору до собору на чолі з церковними чинами, в натовп кидалися золоті монети, а вечорами били фонтани, освітлені штучними вогнями.

### Будівельна діяльність
Урбан VIII витрачав великі суми на будівництво. По всьому Риму розкидані будови з бджолами з його герба. У листопаді 1626 року він освячує Собор Святого Петра після 120 років будівництва. Ходить легенда про те, що він дозволив Лоренцо Берніні переплавити покриття Пантеону на балдахін для Собору Святого Петра. Він дозволив розбирати Колізей на будівельні матеріали. В той час по Римі ходила приказка — „що не зруйнували «барбари», зруйнував Барберіні“. Він укріплює Замок Святого Ангела і установлює там гармати. За правління Урбана VIII була побудована літня папська резиденція у Кастель-Гандольфо.

### Палац Барберіні

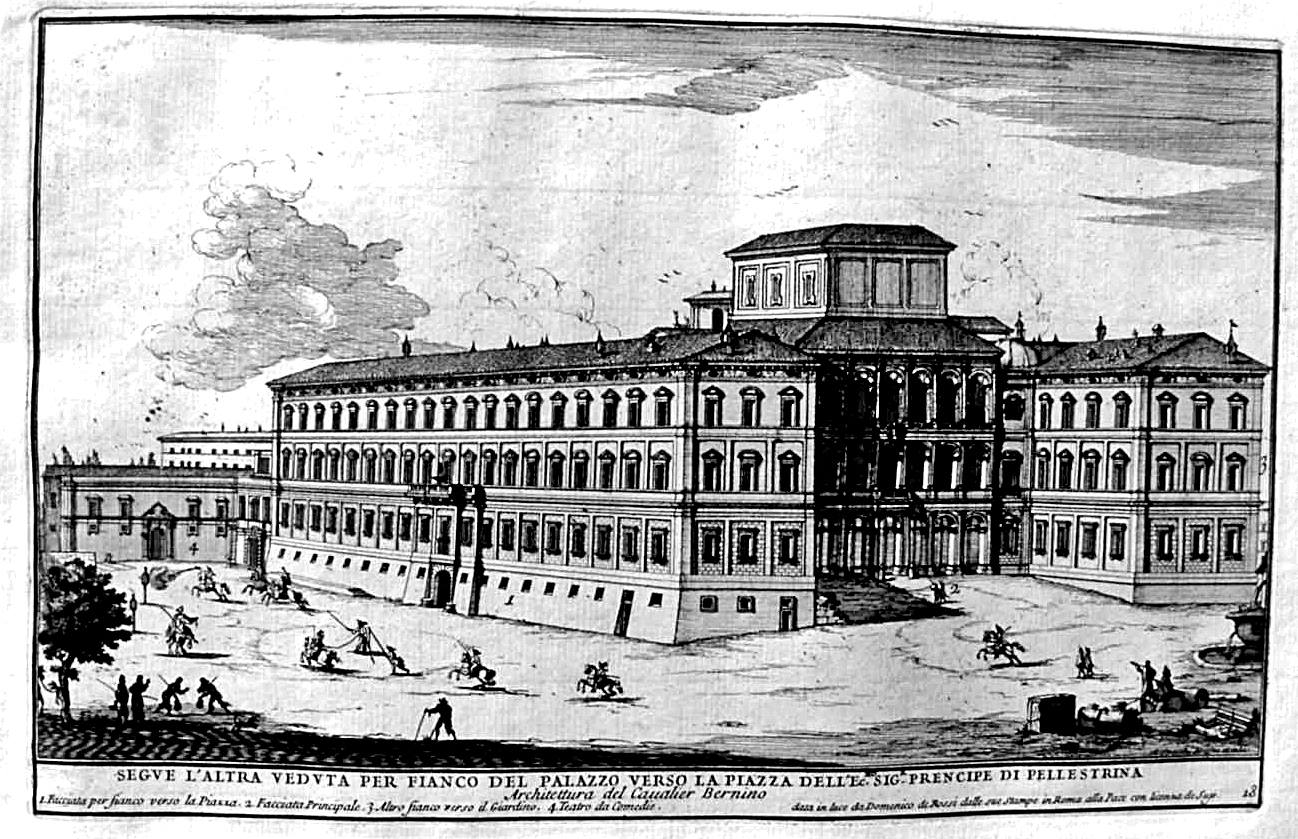
Рим, палаццо Барберіні, побудований для родичів папи римського, гравюра

Італійський палац як тип встиг пройти шлях від фортечної закритості до розкішної оселі багатого і освітченого володаря. Якщо палаци попередніх епох вражали фортечними фасадами (Палаццо Пітті), відокремленням від середовища і деякою відсутністю спеціалізації приміщень (Палаццо Канчеллерія), то палац Барберіні започаткував нові принципи. Він мав більш привітний фасад, а приміщення набули спеціалізації в зв'язку з представницькими і житловими функціями.
Особливою сторінкою у біографіях багатьох митців Риму було створення палацу Барберіні. Для його створення запросили одразу декілька архітекторів (Берніні, Карло Мадерно, Борроміні). Керівництво доручили аматору Берніні, що подавав ідею, особисту програму забудови, а виконання складних інженерних завдань скинули на віртуоза-будівничого Борроміні та його команду. Представницьку роль сильно підкреслив і плафон у Великій залі, створити який доручили Кортоні. Створений плафон став маніфестом розвиненого бароко Риму, його візитівкою, взірцем і найвищим досягненням.

### Церковна діяльність
- 1625 — встановлює церковні правила проголошення блаженними та святими.
- 1627 — засновує папську друкарню. Встановлює обов'язковим місце перебування єпископів.
- Йому не вдалося як покровителю наук зберегти до неї свою прихильність під тиском інквізиції. Стався конфлікт між папським авторитетом та вільною наукою. Тільки завдяки своїм давнім і дружнім стосункам до Галілео Галілея зумів уберегти його від смерті, який у свою чергу мусів відкликати своє вчення.
- 1643 у папські буллі In eminenti Урбан VIII засуджує янсенізм.

Під час його понтифікату припала Тридцятирічна війна, до якої Урбан VIII ставився з дистанцією та відносним нейтралітетом.
Відоме його листування з українським митрополитом Петром Могилою та іншими духовними особами України, в якому йшлося про об'єднання церков.

### Відомий меценат Урбан VIII

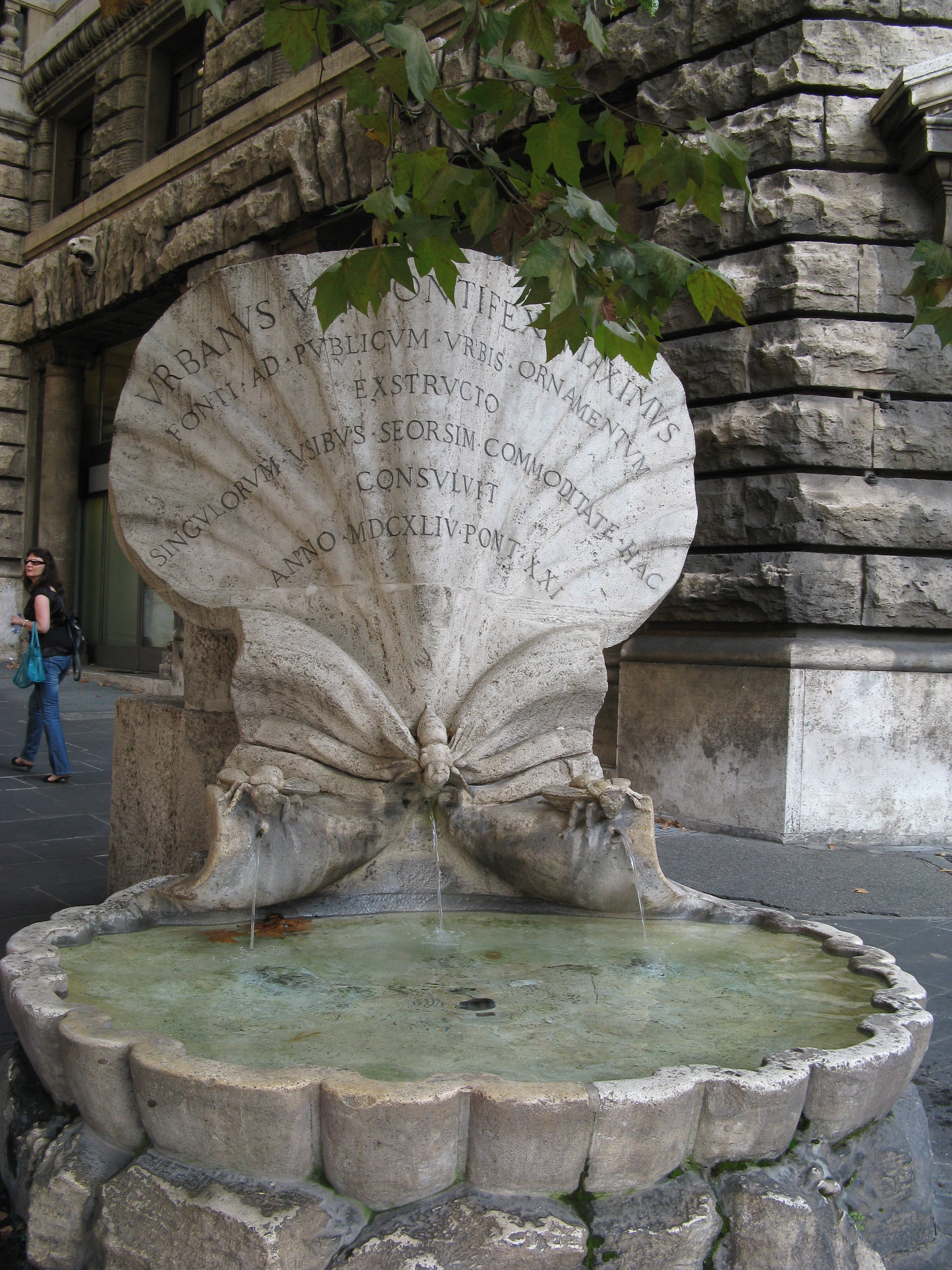
Фонтан «Бджоли» на площі Барберіні. Три бджоли узяті з герба папи.

Папа був відомим меценатом. Рим у його добу продовжили перебудовувати і прикрашати. Виникають нові церкви, палаци, фонтани. До виконання значного обсягу будівельних робіт залучено цілу армію архітекторів, будівничих різних професій, скульпторів, живописців. На понтифікат Урбана VIII припадає розквіт мистецької діяльності архітекторів Лоренцо Берніні, Франческо Борроміні, Карло Мадерно та ін. Майстри наче змагаються з універсальністю митців доби Відродження і виявляють здібності в різних мистецьких галузях (Бернінні займався живописом і проектуванням предметів декоративно-ужиткового мистецтва, живописець П'єтро да Кортона працює ще й архітектором).
Скульптори цього періоду зробили настільки значний внесок у мистецтво, що він стане окрасою доби бароко і всього мистецтва Італії вдруге після доби Відродження і ранішнього маньєризму. Творчий поштовх, що отримала скульптура Риму в понтифікат Урбана VIII охопить майже все XVII століття, коли працювали, змінюючи один одного:
- Лоренцо Берніні (1598-1680)
- Алессандро Альгарді (1598-1654)
- Джузеппе Маццуола (1644—1725)
- Джованні Баттіста Фоджині (1652—1725)
- Д.Картарі